# Запорожка войска
Запорожката войска (на руски: Войско Запорожское; на украински: Військо Запорозьке) е военно-политическа организация на запорожките казаци начело с хетман.
Възниква след въстанието на Богдан Хмелницки срещу полско-литовското управление в Украйна от 1648 г.
Под контрола на Запорожката войска по онова време се намира територията на днешна Северна и Централна Украйна. Много преди приемането на част от средноднепърските казаци на служба при полския крал през 1572 г. дивото поле на днепърското Запорожие („за-порожье“ – района „зад праговете на Днепър“) са заселени от свободни казаци, организирали се в подвижни военни отряди. Тези отряди именно са наричани Запорожка войска, а мястото на тяхното основно местонахождение е наричано Запорожка Сеч.
Постепенно Запорожката войска се транформира политически във военно-политическата организация Запорожка Сеч, а войската ѝ става помощен род войски на руските сухопътни сили за охрана на граничните райони и война срещу османци и кримски татари.

## Виж също
- Казашко хетманство
- Регистърна запорожка войска
- Запорожка долна войска

|  | Тази страница частично или изцяло представлява превод на страницата „Войско Запорожское“ в Уикипедия на руски. Оригиналният текст, както и този превод, са защитени от Лиценза „Криейтив Комънс – Признание – Споделяне на споделеното“, а за съдържание, създадено преди юни 2009 година – от Лиценза за свободна документация на ГНУ. Прегледайте историята на редакциите на оригиналната страница, както и на преводната страница, за да видите списъка на съавторите. ВАЖНО: Този шаблон се отнася единствено до авторските права върху съдържанието на статията. Добавянето му не отменя изискването да се посочват конкретни източници на твърденията, които да бъдат благонадеждни. |